# اتحاد الشرطة (كرة سلة، مالي)
اتحاد الشرطة ويشتهر بـإيه إس بوليس (بالإنجليزية: AS Police)‏ هو نادي كرة سلة مالي من باماكو. شارك الفريق قاريًا في دوري أفريقيا لكرة السلة (BAL) ويشارك محليًا في الدوري المالي لكرة السلة. تضم القائمة في الأغلب لاعبين من حي إنتوميكوروبوغو في باماكو وضباط شرطة.
حقق النادي لقب الدوري المحلي أعوام 2017 و2019 و2020.

## روابط خارجية
- AS Police في كرة السلة الأوروبية.كوم